# Diamante en bruto

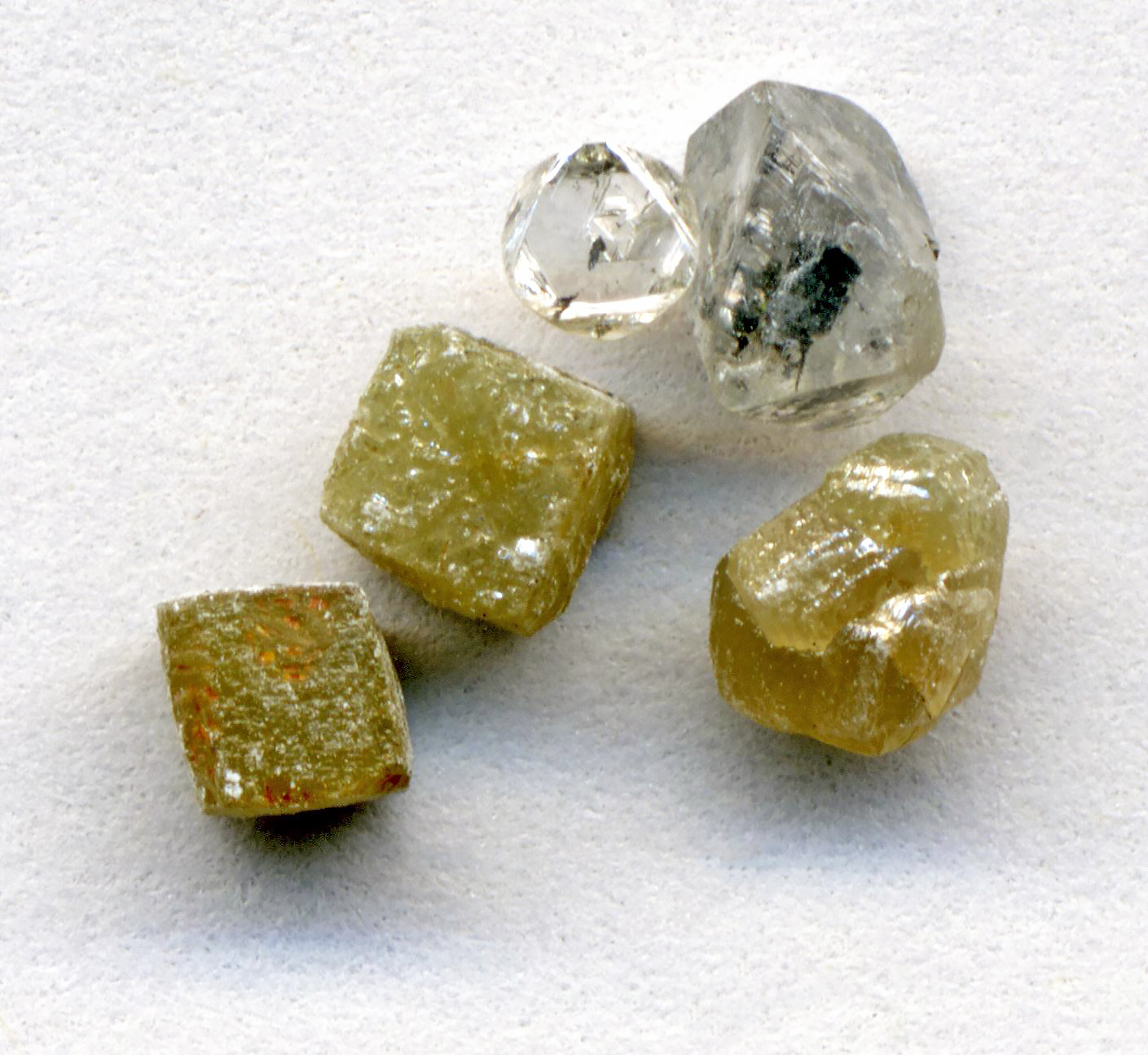
Una muestra de diamantes en bruto, cúbicos y octaédricos

Se denomina diamante en bruto a un diamante en su estado natural, que no ha sido tallado ni procesado. Cuando está cristalizado, se presenta en diversas formas, como octaedros (bipirámides de ocho lados), cubos y maclas de caras triangulares, aunque la mayor parte de las piedras extraídas son masas fibrosas e irregulares.  

También puede ser una pieza que no ha desarrollado totalmente su estructura cristalina, y que por lo tanto, posee un brillo reducido, producto de que no se haya completado el proceso que implica temperaturas y presiones extremas bajo tierra, que hace que los átomos de carbono se fusionen en una estructura específica.

## Aspecto
La mayoría de los diamantes con calidad de gemas se recuperan de depósitos secundarios o de aluvión, por lo que suelen presentar superficies externas sin brillo y desgastadas, a menudo cubiertas por una película opaca, cuyo aspecto recuerda a "trozos de carbonato de sodio", aunque casi siembre es posible apreciar en mayor o menor medida su estructura cristalina, como ha sido el caso del hallazgo histórico de algunas piezas de gran tamaño. En el caso de los diamantes en bruto procedentes de minas profundas, la localización de los diamantes exige el examen tanto de las vetas que quedan expuestas al ir extrayendo la matriz rocosa, como de los propios fragmentos de roca generados, en los que se localizan los diamantes en bruto utilizando fluorescencia de rayos X.

## Tipos
Dentro de los diamantes en bruto se pueden distinguir tres variedades:
- Cristales aislados muy puros (diamantes propiamente dichos), con la condición de piedras preciosas.
- Esferas de bort o balas, masas densas, irregulares y fibrosorradiadas.
- Carbonados o diamantes negros, cantos rodados del tamaño de un guisante y aspecto similar al del coque.

## Piedras preciosas y diamantes industriales

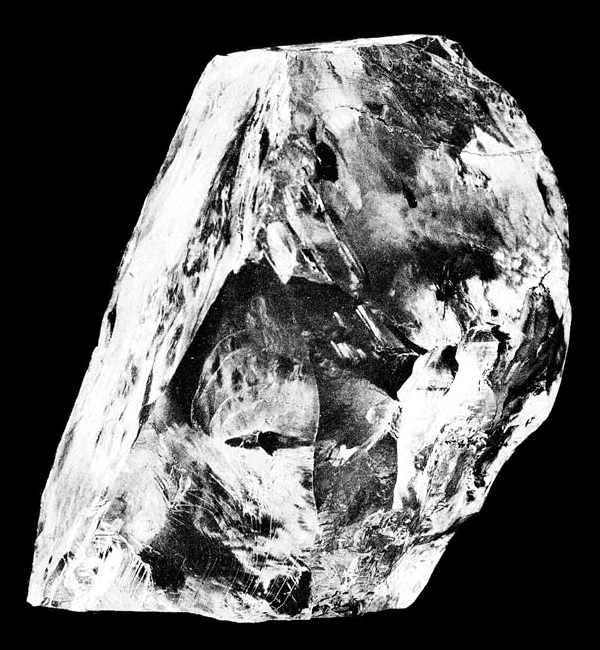
El diamante Cullinan en bruto

Solo una pequeña proporción de los diamantes en bruto extraídos de las minas disponen de las características necesarias para ser utilizados en joyería y convertirse en piedras preciosas. El resto se denominan diamantes industriales, y se emplean en la industria de los abrasivos.
El tallado de diamantes en bruto en formas con facetas tiene por objeto obtener de las gemas resultantes el máximo de los juegos de luz o "fuegos", producto de la refracción de la luz a través del cristal. Para ello, en primer lugar se examina la piedra en bruto, con el fin de determinar las direcciones que reducirán lo más posible las pérdidas del material cortado, y que permitirán optimizar la duración del proceso de corte. Tras limpiar la piedra, se engasta en un mango, y se procede a partirla mediante pequeños golpes utilizando un martillo cónico aprovechando los planos de exfoliación naturales de la piedra, o bien se sierra utilizando discos de bronce fosforado girando a gran velocidad (proceso que puede durar hasta días enteros). El siguiente paso es desbastar la pieza, utilizando una muela recubierta de polvo de diamante. En esta fase se configuran las facetas con ángulos rigurosamente establecidos, y se hacen desaparecer las últimas imperfecciones superficiales. Los últimos restos de polvo o de aceite se eliminan hirviendo las piedras en ácido sulfúrico.
Entre los diamantes en bruto de mayor tamaño descubiertos, destacan:
- El diamante Cullinan, descubierto en 1905, es la mayor piedra con calidad de gema hallada hasta la fecha.[5][6] Cuando se descubrió pesaba 3106 quilates (621,2 g), y sería tallado para obtener 9 brilantes grandes y 95 pequeños.[4]
- El carbonado de Sergio, que con 3167 quilates (633,4 g) se convirtió en 1895 en el mayor diamante carbonado y en el mayor diamante en bruto jamás encontrado.[7][8][9]